# Steirachne
Steirachne is een geslacht uit de grassenfamilie (Poaceae). De soorten van dit geslacht komen voor in Zuid-Amerika.

## Soorten
De Catalogue of New World Grasses [14 april 2010] erkent de volgende soorten:
- Steirachne barbata
- Steirachne diandra